# Yvonna Gaillyová
Yvonna Gaillyová (* 21. listopadu 1955 Brno) je česká environmentalistka a ekoložka, ředitelka Ekologického institutu Veronica. Je laureátkou Ceny Josefa Vavrouška za rok 2005 „za výjimečné přispění k rozvoji ekologického poradenství v České republice a aktivní propagaci principů udržitelného rozvoje a udržitelné spotřeby v každodenním životě, a za obrovskou energii, kterou dává do realizace unikátních modelových projektů v obci Hostětín.“ Dne 28. října 2024 obdržela od prezidenta Petra Pavla Medaili Za zásluhy 1. stupně, za zásluhy o stát v oblasti vědy.

## Život
Vystudovala Přírodovědeckou fakultu Masarykovy univerzity v Brně, obor Fyzika pevných látek a Optika pevných látek, který v roce 1988 zakončila složením dizertační zkoušky. Po absolvování školy, v roce 1990, zahájila profesionální spolupráci se ZO ČSOP Veronica – součást Českého svazu ochránců přírody – na přípravě projektu první české ekologické poradny. Ekologická poradna Veronica byla otevřena roku 1991. V současnosti je Gaillyová ředitelkou Ekologického institutu Veronica, externě vyučuje na Katedře environmentálních studií Fakulty sociálních studií Masarykovy univerzity.
Se svým manželem, fyzikem a klimatologem Janem Hollanem, má syny Matěje a Tadeáše.

### Politické angažmá
Od roku 2002 byla jako nestranice za Stranu zelených po 12 let zastupitelkou v městské části Brno-střed, zde působila coby vedoucí Komise životního prostředí. Na lokální kandidátce figurovala i v dalších volebních obdobích.
Ve volbách do Evropského parlamentu 2009 kandidovala za SZ na 13. místě.
Ve volbách do Evropského parlamentu v roce 2014 kandidovala na 7. místě kandidátky Liberálně ekologické strany, ale neuspěla.

## Významné počiny

### Založení ekologického poradenství v České republice
Od počátku svého působení ve Veronice se věnovala zapojení Česka do Evropské asociace ekologických poraden a přenosu nejlepších evropských zkušeností do české praxe. Po úspěchu s brněnskou ekologickou poradnou, zahájila spolupráci s jihočeskou společností pro ekologické informace a aktivity Rosou a postupně vybudovala Síť ekologických poraden (STEP) sdružující dnes 16 profesionálních center s vyškoleným personálem. Dodnes je předsedkyní výkonného výboru STEP a donedávna byla i členkou výboru Evropské asociace ekologických poraden. Významně se zasloužila o zahájení trendu v ekologickém chování českých úřadů tím, že jim se svým týmem poradců pomáhala nastavovat provoz co nejšetrněji k životnímu prostředí.

### Iniciace zákazu používání fosfátových pracích prostředků v ČR

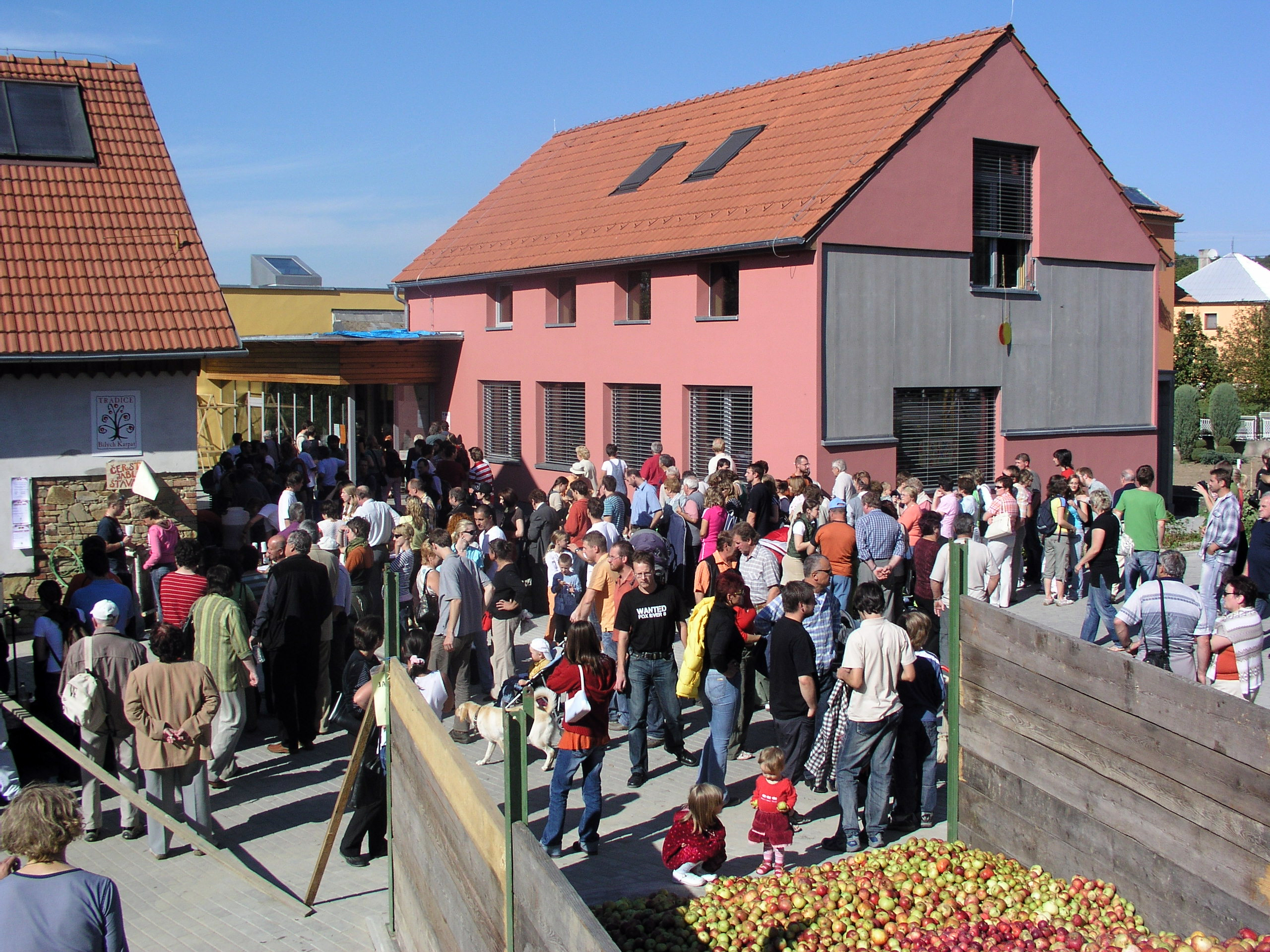
Jablečná slavnost v Hostětíně u zdejší biomoštárny a pasivního domu (vpravo)

Yvonna Gaillyová se od poloviny devadesátých let podílela na kampani za zákaz fosfátových pracích prostředků, po vzoru většiny zemí západní Evropy. Připravovala podklady pro ministerstvo životního prostředí a účastnila se vyjednávání se zástupci průmyslu. Úřady však tento problém podceňovaly až došlo k neúnosnému zatížení povrchových vod živinami a nebývalému rozvoji sinic a řas v povrchových vodách. Desetileté úsilí o zlepšení legislativy bylo korunováno úspěchem – v roce 2006 byla ministerstvem životního prostředí přijata novela vyhlášky č. 221/2004 Sb. (vyhláška č. 78/2006 Sb.), která zakazuje od 1. října 2006 prodávat v České republice takové prací prostředky pro domácnosti, které obsahují fosfáty. Prací prostředky pro praní textilu s koncentrací fosforu vyšší než 0,5 % hmot. se od 1. 7. 2006 nesmí uvádět na trh a od 1. 10. 2006 se nesmí uvádět do oběhu.

### Aktivity v Hostětíně

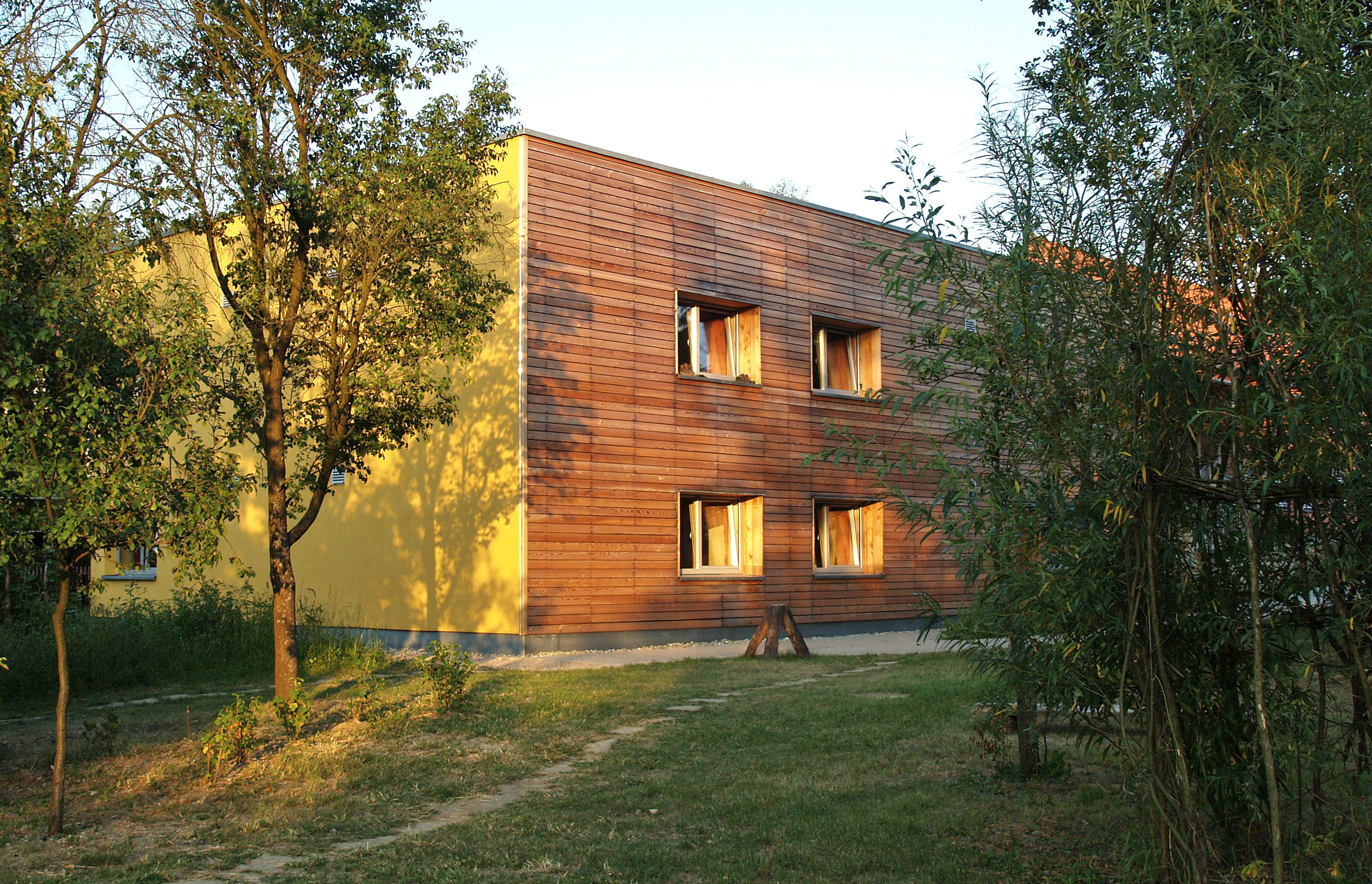
Fotografie hostětínského ekologického pasivního centra, foceno z jablečného sadu

V letech 1998–2000 iniciovala a řídila projekt „Slunce pro Bílé Karpaty“, který umožnil instalace prvních svépomocných slunečních kolektorů na ohřev teplé vody v Bílých Karpatech. Na střechách veřejných budov i soukromých domů bylo nainstalováno přes 40 solárních systémů. Yvonna Gaillyová se významně podílela na prosazení a realizaci první obecní výtopny na biomasu ve Zlínském kraji, v roce 2000. Zodpovídala za finanční řízení lucembursko-českého projektu Tradice Bílých Karpat, jehož výstupem byla mj. i výstavba moštárny v Hostětíně, která od roku 2000 dodává na český trh biomošty vyrobené z místních odrůd jablek. Se svým manželem, RNDr. Janem Hollanem spoluvymyslela a prosadila rekonstrukci veřejného osvětlení v obci. Od roku 2006 je Hostětín ukázkově osvětlenou obcí – energeticky úsporné a navíc není zdrojem světelného znečištění.

### Vznik prvního veřejně přístupného pasivního domu v České republice
Yvonna Gaillyová prosadila a jako zástupce investora postavila v Hostětíně první pasivní dům v ČR pro vzdělávací účely – Centrum Veronica Hostětín, který od roku 2006 slouží k šíření praktických technologií pro udržitelný rozvoj venkova.